# استبيان الصباح والمساء
استبيان الصباح والمساء (بالإنجليزية: Morningness–eveningness questionnaire)‏ هو استبيان للتقييم الذاتي تم تطويره من قبل الباحثين جيمس هورن وأولوف أوستبرغ في عام 1976. والغرض الرئيسي منه هو قياس ما إذا كان إيقاع الساعة البيولوجية للشخص صباحي أو مسائي. يتكون القياس من 19 سؤال، لكل منها أربعة أو خمسة خيارات للإجابة. يُستخدم اختبار استبيان الإيقاع الصباحي والمسائي على نطاق واسع في الأبحاث النفسية والطبية, وقد تم الاستشهاد به بشكل احترافي أكثر من 4000 مرة.

## الارتباط مع المتغيرات الفيزيولوجية
إن الإيقاع الزمني للشخص )صباحي أو مسائي) يرتبط بوقت ذروة درجة حرارة الجسم. الأشخاص الصباحيون (الطيور المبكرة) لها ذروة حرارة أبكر من الأشخاص المسائيين (البوم الليلي).  الأنواع المتوسطة لها ذروة درجات الحرارة وسطية بين مجموعتي النمط الزمني الصباحي والمسائي.
الجدول 1. جدول مقارن لتغير المؤشرات البيولوجية بين النمط الزمني الصباحي والنمط الزمني المسائي (مأخوذ من النتائج التي حصل عليها لاك، بيلي، لوفاتو، ورايت (2009)
| المؤشرات البيولوجية    | وقت النشاط (في المتوسط) | وقت النشاط (في المتوسط) | الفرق بين النمطين الزمنيَّين |
|                        | النمط الصباحي           | النمط المسائي           |                            |
| وقت الاستيقاظ          | 07:48                   | 10:20                   | ساعنين و32 دقيقة           |
| وقت النوم              | 23:24                   | 01:59                   | ساعتين و23 دقيقة           |
| أقل درجة حرارة للجسم   | 05:13                   | 07:28                   | ساعتين و15 دقيقة           |
| أقصى مستوى للميلاتونين | 04:20                   | 06:20                   | ساعتين                     |

## أسئلة استبيان الصباح والمساء
يتكون اختبار استبيان الصباح والمساء القياسي من 19 سؤالًا متعدد الاختيارات، ولكل منها أربعة أو خمسة خيارات للإجابة. بعض الأمثلة على الأسئلة هي: الأسئلة متعلقة بالأوقات التي يفضلها الشخث وليس الأوقات التي يمارسها، لأن الاستبيان يهدف إلى معرفة الساعة البيولوجية الداخلية وليس الأوقات المفروضة خارجيا.
- في أي وقت ستستيقظ إذا كان لديك الحرية الكاملة في التخطيط ليومك؟
- إذا ذهبت إلى السرير الساعة 11:00 مساءً، إلى أي درجة ستكون متعبًا؟
- لنفترض أنه بإمكانك اختيار ساعات العمل الخاصة بك. لنفترض أنك تعمل لمدة خمس ساعات في اليوم (بما في ذلك فترات الراحة)، وأن وظيفتك مثيرة للاهتمام، وأنك تحصل على أجر بناءً على أدائك. في أي وقت تختار أن تبدأ؟

يتم دمج الإجابات على الأسئلة لتكوين درجة مركبة تشير إلى الدرجة التي يفضل بها المستجيب الصباح مقابل المساء. قام الباحثون اللاحقون بإنشاء نسخ أقصر تحتوي على أربعة، خمسة، أو ستة أسئلة.

## البحوث ذات صلة
وفقا لدراسة أجريت عام 1997 على التوائم المتماثلة والأخوية، فإن 54% من التباين في الصباح والمساء كان بسبب التباين الوراثي، و3% كان بسبب العمر، وتم تفسير الباقي من خلال التأثيرات البيئية غير المشتركة والأخطاء في القياس.
أظهرت دراسة أجريت عام 2000 أن أداء المشاركين في "الصباح" و"المساء" كان سيئًا في الصباح في اختبارات بطارية الكفاءة متعددة الأبعاد (MAB). وبالتالي لم يدعم الفرضية القائلة بوجود علاقة موثوقة بين الصباح والمساء، والوقت من اليوم، والقدرة المعرفية.
بحثت دراسة أجريت عام 2008 في العلاقة بين الصباح والقلق لدى البالغين الذين تتراوح أعمارهم بين 40 و63 عامًا. ووجدت علاقة سلبية لدى النساء، ولكن ليس لدى الرجال، مما يشير إلى أن المتغيرات المرتبطة بالجنس قد تعزى إلى الصباح والمساء عند النظر إلى الحالة المزاجية.
درست دراسة أجريت عام 2009 الاختلافات بين أنواع المساء والصباح في توقيت الميلاتونين وإيقاعات درجة حرارة الجسم الأساسية بالإضافة إلى إيقاعات النعاس الموضوعية والذاتية في بروتوكول مختبري خاضع للرقابة. كان للأنواع المسائية إيقاعات زمنية متأخرة بشكل ملحوظ لجميع هذه المتغيرات، لا سيما تلك المتعلقة باليقظة القصوى، والتي حدثت، في المتوسط، في منتصف النهار بالنسبة للأنواع الصباحية ولكن قبل أربع ساعات فقط من وقت النوم للأنواع المسائية.